# Računalno kućište
Računalno kućište služi smještaju elektroničkih komponenti računala u cjelovit proizvod, njihovoj zaštiti i osiguravanju dotoka električne struje potrebne za njihov rad. Postoji više tipova kućišta s obzirom na veličinu, dizajn i vrstu napajanja. Najbitnije osobine su veličina i vrsta napajanja. O veličini ovisi učinkovitost hlađenja i dostupnost računalnih komponenti, a o vrsti i snazi napajanja stabilnost i način rada. Postoji više tipova napajanja: AT, ATX i ATX2. Danas se koriste ATX i ATX2 s tendencijom povlačenja ATX-a iz upotrebe.